# Angela Jackson
Angela Jackson, nacida en 1946, es una historiadora y escritora británica. Desde 2001 reside en la localidad española de Marçà (comarca de El Priorato).

## Biografía
Graduada en Historia, se doctoró también en Historia con una tesis titulada "British Women and the Spanish Civil War" (Mujeres británicas y la guerra civil española), que fue publicada en 2002 por el editorial Routledge de Londres. Desde 2001 reside en la comarca catalana de El Priorato, donde continúa involucrada en la conservación de la memoria histórica de la guerra civil española mediante su trabajo en la asociación No jubilem la memòria, una iniciativa surgida de personas interesadas en conservar la historia reciente, en especial el período de la Segunda República Española y la Guerra Civil (1931-39) en la comarca de El Priorato. Entre otras aportaciones, han sacado a la luz una película inédita, fechada en la primavera de 1938 y de unas dos horas de duración y grabada por los voluntarios estadounidenses del batallón Lincoln en Cataluña y Aragón, meses antes de la batalla del Ebro.

## Trayectoria
Después ha escrito Més enllà del camp de batalla: Testimoni, memòria i record d'una cova hospital en la Guerra Civil espanyola (Más allá del campo de batalla: Testigo, memoria y recuerdo de un hospital en la guerra civil española·), en catalán (Cossetània Ediciones) y en inglés. Basada en estas investigaciones, en 2007 apareció su novela, Warm Earth (Tierra cálida). Su segundo libro con Cossetània es Los brigadistas entre nosotros.
El 2012 publicó Para nosotros era el cielo, editado por Ediciones San Juan de Dios. En la obra, se aborda el periplo vital de Patience Darton, una joven enfermera británica que decidió abandonar la vida convencional en su país y viajae a España en los años treinta, un país fracturado por la Guerra Civil.